# Televisiegids

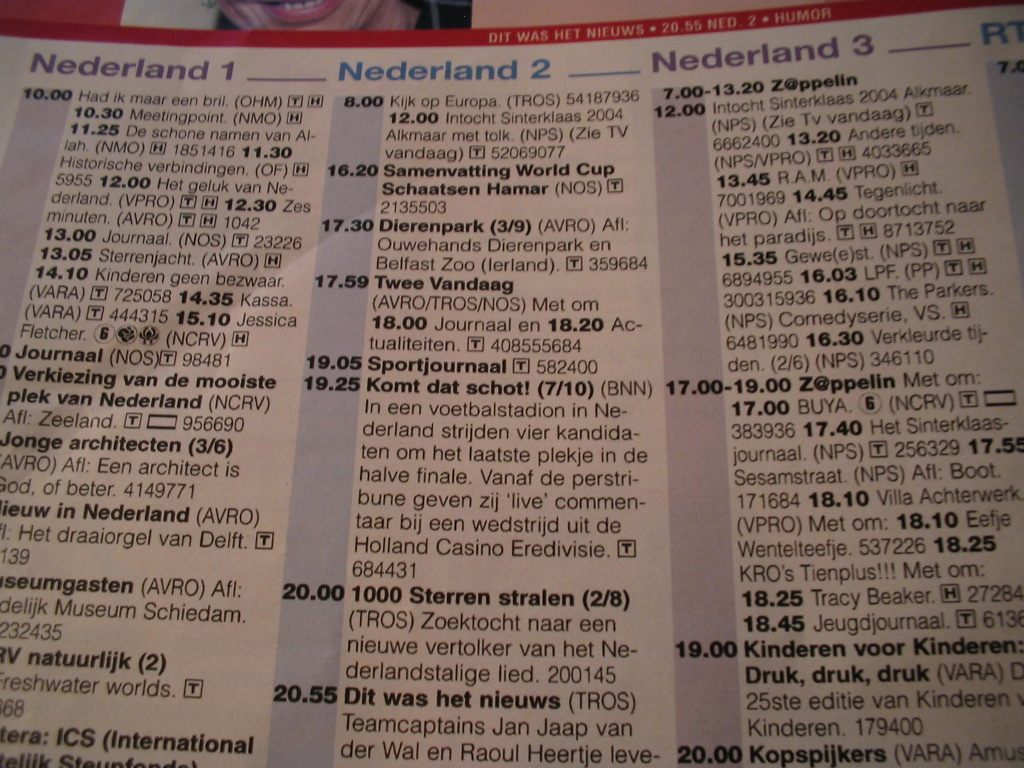
Fragment uit het programma van een televisiegids (2004)

Een televisiegids, omroepgids, programmagids of televisieblad is een wekelijk tijdschrift of een website waarin de uitzendtijden van programma's op de televisie vermeld worden.

## Omschrijving
De meeste papieren televisiegidsen geven een overzicht van de programma's van één week, maar tijdens de feestdagen (kerst en oud-en-nieuw) en in de zomermaanden wordt een aantal gidsen dubbeldik uitgegeven voor twee weken. Vrijwel alle gidsen vermelden de programmagegevens in de volgorde zaterdag tot en met vrijdag en dus niet per kalenderweek. Sommige gidsen hebben voor iedere dag van de week een eigen kleur. Ook worden de radioprogramma's vermeld maar bij onder meer het papieren blad Veronica magazine gebeurt dat niet meer en wordt verwezen naar internet. Daarnaast biedt een wekelijkse papieren gids vaak achtergronden over programma's en over televisie en showbusiness in het algemeen.

## Nederland
In Nederland geeft traditioneel elke publieke omroep met leden zijn eigen gids uit met uitzondering van de omroepen HUMAN, PowNed, ON!, WNL en ZWART. Dit was voor omroepen een van de belangrijkste manieren om leden te krijgen en houden: bij een abonnement op een televisiegids kan men gratis lid worden van de bijbehorende omroep. Vroeger was dit zelfs automatisch het geval. De Nederlandse publieke omroepen beargumenteerden dat zij de eigenaar zijn van hun programmagegevens en geven ze niet vrij, ook omdat ze vrezen leden te verliezen. Andere partijen die geïnteresseerd zijn in het uitgeven van televisiegidsen mochten dit niet doen. In juni 2007 werd in de Tweede Kamer een wetsvoorstel aangenomen dat de vrijgave van programmagegevens regelde. Programmagegevens zijn heden ten dage zowel in de papieren gidsen als de websites van omroepen te vinden. Ook zijn er speciale online gidsen. In Nederland zijn er de volgende gidsen:
- AVRO: AVRO-bode, Televizier & TVFilm
- EO: Visie
- Family7: Family7 Magazine
- KRO: KRO Magazine (voorheen KRO Studio) & Mikro Gids
- MAX: MAX Magazine
- NCRV: NCRV-gids
- TROS: TrosKompas & TV Krant
- VARA: VARAgids (van 1988-2008 VARA TV Magazine)
- Veronica Uitgeverij: Totaal TV & Veronica Superguide (voorheen Veronica Magazine)
- VPRO: VPRO Gids

De programmabladen van de AVRO (Avrobode, Televizier en TV-Film), de KRO (KRO-Magazine en de Mikrogids) en de NCRV (NCRV-Gids) worden sinds 1995 uitgegeven door de overkoepelende organisatie Bindinc., een samenwerkingsverband tussen de omroepen AVROTROS, KRO-NCRV en DPG. Naast de programmabladen geeft Bindinc. tijdschriften, donateursbladen en boeken uit en exploiteert het televisieregelateerde websites. Per januari 2025 vallen programmabladen TrosKompas en TV Krant ook onder de overkoepelende organisatie Bindinc.

## Vlaanderen
In België zijn er geen gidsen van de staatsomroepen of regionale omroepen, De programmagegevens worden verstrekt in zowel speciale televisiegidsen met achtergrondartikelen als sommige weekbladen.
- Dag Allemaal
- Knack (tijdschrift)
- Humo
- Libelle
- Primo Magazine & TV gids
- Story
- TeVe-Blad
- TV Familie

## Online televisiegidsen
Naast de bladen die hierboven genoemd zijn is er een groeiend aantal televisiegidsen beschikbaar op het internet, die niet in papieren vorm verschijnen. Deze halen hun inkomsten uit advertenties. Het betreft hier websites als:
- Mijn-TV-Gids.be
- TVradar.nl
- TVgids.nl
- Televizier.nl
- Binge.nl

Avrobode ·
Family7 Magazine ·
KRO Magazine · 
MAX Magazine · 
Mikro Gids · 
NCRV-gids · 
Televizier · 
Totaal TV · 
TrosKompas · 
TV Krant · 
TVFilm · 
VARAgids · 
Veronica Superguide · 
Visie · 
VPRO Gids